# 棒球 (游戏)
《棒球》是任天堂于1983年在红白机发行的电子游戏，为该平台最早的棒球游戏。游戏支持单人模式和双人对战。游戏1984年移植到任天堂对战系统街机，1986年移植到FC磁碟机，1989年移植到Game Boy掌機（亦是Game Boy首發遊戲之一），后来又于Wii和Wii U的Virtual Console及Nintendo Switch Online平台再版。游戏销量235万。
本遊戲有6支球隊可選擇，以日本職棒中央聯盟的球隊為藍本。其中W為橫濱DeNA海灣之星的前身橫濱大洋鯨。